# Maria Radnoti-Alföldi
Maria Radnoti-Alföldi, oft nur Maria R.-Alföldi (* 6. Juni 1926 in Budapest; † 7. Mai 2022 in Frankfurt am Main), war eine ungarnstämmige deutsche Provinzialrömische Archäologin und Numismatikerin.

## Leben und Wirken
Radnoti-Alföldi wuchs als einziges Kind des Arztes Geza Alföldi und seiner Frau Olga in Budapest auf. Nach dem Abitur 1944 studierte sie bis 1949 an der Philosophischen Fakultät der Universität Budapest. Ihr akademischer Lehrer und Doktorvater war Andreas Alföldi. 1947 heiratete sie den Archäologen Aladár Radnóti und arbeitete bis 1957 im Ungarischen Nationalmuseum. Ab 1950 erhielt sie einen Lehrauftrag für eine Übung jeweils im Wintersemester an der Budapester Universität. Nach der Niederschlagung des Ungarischen Volksaufstands floh sie mit ihrem Mann 1957 über Wien nach Bayern. Von 1957 bis 1962 war Radnoti-Alföldi in München als wissenschaftliche Mitarbeiterin im Forschungsvorhaben Fundmünzen der Römischen Zeit in Deutschland (FMRD) der Deutschen Forschungsgemeinschaft tätig. Im Sommersemester 1961 habilitierte sie sich an der Universität München für das neu vorgesehene Fach Antike Numismatik. Sie folgte jedoch 1962 ihrem Mann nach Frankfurt am Main, der an der Universität Frankfurt eine Professur für die Fächer Hilfswissenschaften der Altertumskunde sowie Geschichte und Kultur der römischen Provinzen erhielt. Nach dem frühen Tod Aladár Radnótis im Dezember 1972 übernahm sie dessen Professur 1973. Bis zu ihrer Emeritierung 1991 lehrte sie als Professorin am Seminar für Griechische und Römische Geschichte, Abteilung II (heute: Abteilung II des Instituts für Archäologische Wissenschaften) die Fächer Archäologie der römischen Provinzen sowie Hilfswissenschaften der Altertumskunde.
Radnoti-Alföldi war eine Spezialistin auf dem Gebiet der antiken Numismatik. Der Schwerpunkt ihrer Forschung lag auf den Themenbereichen der Fundmünzenanalyse, römischen Geschichte und Selbstdarstellung der Kaiser. Sie leitete das Griechische Münzwerk der Berlin-Brandenburgischen Akademie der Wissenschaften und mit Hans-Markus von Kaenel das Projekt Fundmünzen der Antike (FdA) der Akademie der Wissenschaften und der Literatur in Mainz. Für dieses Projekt betreute sie viele Bände. Sie war Mitglied der Mainzer Akademie der Wissenschaften und der Literatur sowie ordentliches Mitglied des Deutschen Archäologischen Instituts. Ihre wissenschaftliche Tätigkeit wurde auch international gewürdigt, unter anderem durch die Medaille der Royal Numismatic Society, London (1995), die Archer M. Huntington Medal der American Numismatic Society, New York (2000); Ehrenmitgliedschaften unter anderem der Österreichischen Numismatischen Gesellschaft, der Société Française de Numismatique, der Commission Internationale de Numismatique, der Ungarischen Numismatischen Gesellschaft und der Ungarischen Gesellschaft für Altertumsforschung. 1982 erhielt Radnoti-Alföldi den Ehrenpreis der Gesellschaft für Internationale Geldgeschichte, 1992 das Verdienstkreuz am Bande des Verdienstordens der Bundesrepublik Deutschland.
Die weite Spannweite ihrer Interessen zeigt sich auch in ihren Publikationen und Vorträgen: So schrieb sie Grundlegendes zu den Anfängen der Münzprägung in Kleinasien, hielt Vorlesungen über das Werk syrakusanischer Stempelschneider einerseits oder „Frühes Christentum“ andererseits, „Rom als Verwaltungszentrum in der Kaiserzeit“ sowie „Antike Magie“. In Forschung und Lehre trat sie dafür ein, archäologische Funde in ihrem einstigen historischen Zusammenhang zu begreifen. Der Gleichbehandlung von literarischen Quellen und ergrabenen Befunden mitsamt den Fundobjekten, der „komplexen Methode“, redete sie stets das Wort.
Zu den von ihr promovierten Schülern gehören Hans Roland Baldus, Peter-Hugo Martin und Maria Regina Kaiser.

## Schriften (Auswahl)
- Die Constantinische Goldprägung. Untersuchungen zu ihrer Bedeutung für Kaiserpolitik und Hofkunst. Verlag des Römisch-Germanischen Zentralmuseums und andere, Mainz 1963 (zugleich: München, Universität, Habilitations-Schrift, 1960/1961).
- Die Fundmünzen der römischen Zeit in Deutschland. (FMRD). Abteilung 4: Rheinland-Pfalz.
  - Band 3/1: Stadt Trier (3001–3002). Mann, Berlin 1970, ISBN 3-7861-1014-X;
  - Band 3/2: Stadt und Reg.-Bez. Trier, die sog. Römerbauten (3003–3020). Philipp von Zabern, Mainz 2006, ISBN 3-8053-3727-2;
  - Band 3/4: Stadt und Reg.-Bez. Trier, Stadt Trier, Straßen rechts der Mosel A–K (3022–3110). Philipp von Zabern, Mainz 2007, ISBN 978-3-8053-3814-1;
  - Band 3/5: Stadt und Reg.-Bez. Trier, Stadt Trier, Straßen rechts der Mosel L–Z (3111–3186). Philipp von Zabern, Mainz 2007, ISBN 978-3-8053-3858-5;
  - Band 3/6: Stadt und Reg.-Bez. Trier, Stadt Trier, Ortsteile links der Mosel, Trier und Umgebung (3187–3197). Nachträge und Ergänzungen. Philipp von Zabern, Mainz 2008, ISBN 978-3-8053-3903-2.
- Dekadrachmon. Ein forschungsgeschichtliches Phänomen (= Sitzungsberichte der Wissenschaftlichen Gesellschaft an der Johann-Wolfgang-Goethe-Universität Frankfurt am Main. Band 13, Nummer 4). Steiner, Wiesbaden 1976, ISBN 3-515-02402-6.
- Antike Numismatik. Teil 1: Theorie und Praxis (= Kulturgeschichte der antiken Welt. Band 2). Philipp von Zabern, Mainz 1978, ISBN 3-8053-0230-4.
- Antike Numismatik. Teil 2: Bibliographie (= Kulturgeschichte der antiken Welt. Band 3). Philipp von Zabern, Mainz 1978, ISBN 3-8053-0335-1.
- als Herausgeberin: Methoden der antiken Numismatik (= Wege der Forschung. Band 529). Wissenschaftliche Buchgesellschaft, Darmstadt 1989 ISBN 3-534-07533-1.
- Bild und Bildersprache der römischen Kaiser. Beispiele und Analysen (= Kulturgeschichte der antiken Welt. Band 81). Philipp von Zabern, Mainz 1999, ISBN 3-8053-2455-3.
- Phoenix aus der Asche. Die Liburna, ein Gründungsmonument von Constantinopolis (= Sitzungsberichte der Wissenschaftlichen Gesellschaft an der Johann-Wolfgang-Goethe-Universität Frankfurt am Main. Band 2, Nummer 2). Steiner, Stuttgart 2004 ISBN 3-515-08612-9.
- mit Edilberto Formigli und Johannes Fried: Die römische Wölfin. Ein antikes Monument stürzt (= Sitzungsberichte der Wissenschaftlichen Gesellschaft an der Johann-Wolfgang-Goethe-Universität Frankfurt am Main. Band 49, Nummer 1). Steiner, Stuttgart 2011, ISBN 978-3-515-09876-2.